# 亞倫·桑契斯
亞倫·雅各·桑契斯（英語：Aaron Jacob Sanchez，1992年7月1日—），為美國職棒大聯盟的投手，目前為自由球員。他先前曾效力過藍鳥、太空人、巨人、國民與雙城等隊。2010年美國職棒大聯盟選秀，他在第一輪被藍鳥隊選走，並在2014年登上大聯盟。2015年一度成為大聯盟藍鳥隊頭號新秀第三名。

## 職業生涯

### 多倫多藍鳥

#### 2014年–2015年
2014年7月23日，桑契斯以牛棚投手身分登上大聯盟。他在27日拿下大聯盟首勝，8月30日拿下首次救援成功。該年他出賽24場比賽，拿下2勝2敗，防禦率1.09。
2015年，桑契斯原本預計要擔任牛棚投手。不過隨著馬可仕·史卓曼在春訓受傷之後，桑契斯便當起了5號先發。6月5日，他在面對太空人投到第9局後退場，結果因為身體疲勞錯過下一場先發。總教練因此決定讓桑契斯傷癒之後回歸牛棚。8月2日，桑契斯因為故意投出觸身球遭到聯盟處以禁賽3場的處分。整年他拿下7勝6敗，防禦率3.22。分區賽上，桑契斯出賽5場投了5.1局無失分。他在聯盟冠軍賽上也一分未失，不過藍鳥最多2勝4敗輸給皇家隊。

#### 2016年–2019年
2016年，希望進入先發輪值的桑契斯終於如願以償。他在上半即拿下9勝1敗，因此讓他順利入選明星賽。後來他成為隊史自2003年的洛伊·哈勒戴以來，第一位連續10場先發都拿下勝投的投手。季中，球隊交易來弗朗西斯科·利瑞安諾，而藍鳥也決定採用6人先發輪值。由於手指長水泡，因此藍鳥隊計畫性的讓桑契斯先發後下放小聯盟，以此讓他休息更長的時間。最後他在這年拿下15勝2敗，防禦率3.00。球隊在外卡賽打敗金鶯隊，桑契斯雖然在分區賽第二場先發5.2局失6分，不過最後球隊仍以3連勝晉級。而他在美聯冠軍賽拿下藍鳥唯一一勝，最後被印地安人淘汰。
球季結束後，球團解除了他的投球局數限制。他在賽揚獎票選上還拿下第七名。2017年，桑契斯飽受水泡所苦。他整季僅先發8場比賽，拿下1勝3敗，防禦率4.25。
2018年1月12日，他和球隊簽下1年270萬美元的合約。不過他在這年的表現依舊起伏不定，6月底又進入傷兵名單。整年他先發20場比賽，只拿下4勝6敗。

### 休士頓太空人
2019年7月31日，藍鳥隊用桑契斯、Joe Biagini和Cal Stevenson向太空人交易來德瑞克·費雪。他在太空人的初登板就投出6局無安打，而後面的隊友也成功達成接力無安打比賽。8月20日，他因為右胸不適而提前退場休息。最後球隊在9月5日宣布桑契斯將直接缺席剩餘賽季，就連2020年賽季也提前報銷。

### 舊金山巨人
2021年2月21日，在因傷缺陣一年後，桑契斯和巨人隊簽下1年400萬美元的合約。6月20日，他因為右二頭肌受傷進入60天傷兵名單。之後他在8月8日被指定讓渡，並在13日遭到釋出。他在巨人隊留下3.06防禦率，WHIP1.33的數據。

## 個人生活
桑契斯是大聯盟史上首位出生於加州巴斯托的選手，當地甚至還將10月20日訂為亞倫·桑契斯日。
此外，桑契斯還具有墨西哥血統。他在經典賽時可以自由選擇要選擇代表美國或是墨西哥出賽。

## 外部連結
- 球員資訊和成績在MLB ，ESPN ，Retrosheet ，Baseball Reference ，Baseball Reference (Minors) ，Fangraphs ，The Baseball Cube （英文）
- 亞倫·桑契斯的X（前Twitter）